# Slovenská synoda Sion
Slovenská synoda Sion (Slovak Zion Synod) je jednou ze synod (administrativních jednotek) Evangelické luterské církve v Americe (ELCA). Je jedinou synodou ELCA, která je tvořena na etnickém a nikoli na zeměpisném základě, a jedinou synodou, která má sbory nejen v USA, ale i v Kanadě.
Synoda byla založena roku 1919 a o rok později se připojila k Sjednocené luterské církvi v Americe (předchůdkyni ELCA). V současné době je tvořena 26 sbory.